# جان إرتماسكي
جان إرتماسكي (بالبولندية: Jan Ertmański)‏ (5 أكتوبر 1902 – 10 مايو 1968) هو ملاكم بولندي راحل، مثّل بلاده في الألعاب الأولمبية الصيفية 1924.

## روابط خارجية
جان إرتماسكي على موقع أوليمبيديا (الإنجليزية)
- جان إرتماسكي على موقع اللجنة الأولمبية البولندية (مؤرشف) (البولندية)